# Megachile townsendiana
Megachile townsendiana là một loài Hymenoptera trong họ Megachilidae. Loài này được Cockerell mô tả khoa học năm 1898.

## Hình ảnh

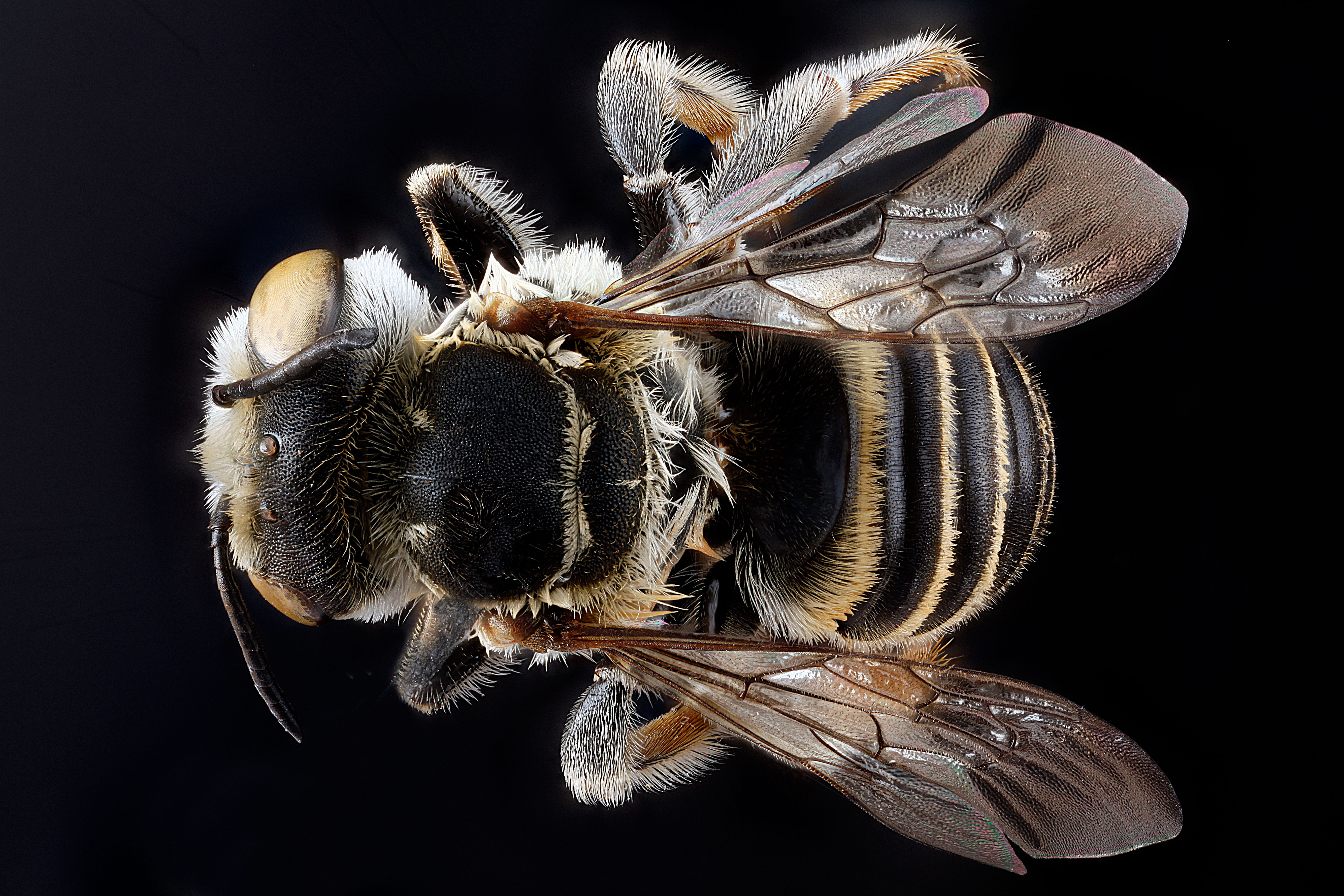
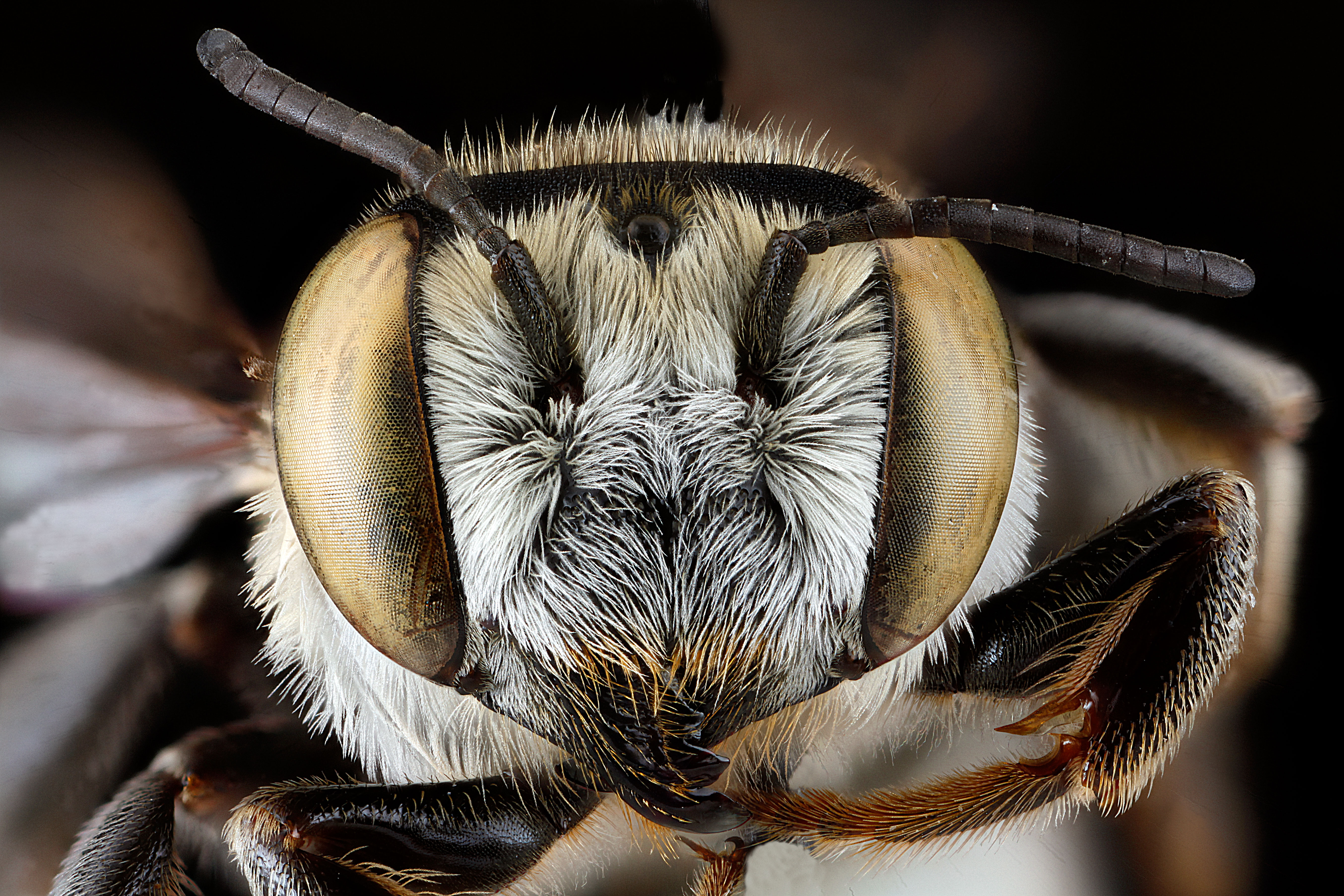